# Amtsgericht Kreuzburg O.S.
Das Amtsgericht Kreuzburg O.S. (auch: Amtsgericht Creuzburg O.S.) war ein preußisches Amtsgericht mit Sitz in Creuzburg.

## Geschichte
In Creutzburg bestand von 1849 bis 1879 das Kreisgericht Creutzburg. Das königlich preußische Amtsgericht Creuzburg wurde mit Wirkung zum 1. Oktober  1879 als eines von 13 Amtsgerichten im Bezirk des Landgerichtes Oppeln im Bezirk des Oberlandesgerichtes Breslau gebildet. Der Sitz des Gerichtes war Creuzburg. Sein Gerichtsbezirk umfasste den Kreis Creuzburg ohne den Teil, der den Amtsgerichten Constadt und Pitschen zugeordnet war, sowie aus dem Kreis Rosenberg die Amtsbezirke Bodland, Jagdschloss Bodland, Borkowitz, Jaschine, Kraskau-Neuhof und den Gemeindebezirk Schiorke aus dem Amtsbezirk Kotschanowitz. Am Gericht bestanden 1880 vier Richterstellen. Das Amtsgericht war damit ein mittelgroßes Amtsgericht im Landgerichtsbezirk. Am Gericht wurde eine Strafkammer gebildet.
Im Jahre 1945 wurde der Amtsgerichtsbezirk unter polnische Verwaltung gestellt, und die deutschen Einwohner wurden vertrieben. Damit endete auch die Geschichte des Amtsgerichtes Kreuzburg. Unter polnischer Verwaltung entstand das Sąd Rejonowy w Kluczborku (1950–1975: Sąd Powiatowy w Kluczborku).